# Амплитудно-импульсная модуляция

Модулируемый сигнал, несущая и модулированный сигнал при амплитудно-импульсной модуляции

Амплиту́дно-и́мпульсная модуля́ция — вид импульсной модуляции (модулируется последовательность импульсов одинаковой формы, обычно прямоугольной), при которой управление средним значением выходного параметра осуществляется путём изменения амплитуды импульсов.
Амплитудно-импульсная модуляция используется при телефонной связи, радиовещании, передаче телевизионных изображений, в измерительной технике, биомедицинской аппаратуре, при телеметрии и в других областях техники. Для несущего высокочастотного колебания используются все диапазоны радиочастот.
Применяется, в частности, в различных видах Ethernet-сигналов. В частности 1000BASE-T Gigabit Ethernet использует 5-уровневую модуляцию PAM-5, а вариант 10GBASE-T 10-гигабитного Ethernet применяет предкодированный Tomlinson-Harashima Precoded (THP) вариант амплитудной модуляции с 16 уровнями (PAM-16), с кодированием в двумерный шаблон "шахматной доски" под названием DSQ128. Вариант такой модуляции применяется в IEEE 802.3bz (2,5 и 5 Гбит/с Ethernet по витой паре). 25 Gigabit Ethernet и отдельные варианты 100-гигабитного Ethernet используют PAM-4.